# Sloup v Čechách
Sloup v Čechách – gmina w Czechach, w powiecie Česká Lípa, w kraju libereckim. Według danych z dnia 1 stycznia 2013 liczyła 728 mieszkańców.
Na terenie gminy znajduje się zamek Sloup.